# Campeonato Asiático de Hóquei em Patins
O Campeonato Asiático de Hóquei em Patins é uma competição de Hóquei em Patins em que participam as seleções dos continentes da Ásia e Oceânia e que acontece de dois em dois anos. Esta competição é organizada pela World Skate Asia – Rink Hockey e World Skate Oceania – Rink Hockey. Este torneio qualifica para os Jogos Mundiais de Patinagem. O Campeão da Ásia-Oceânia ocupa uma vaga na agora Intercontinental Championship e cinco vagas na Challenger's Championship.

## Resultados Masculinos

### Campeonatos
| Ano  | Cidade    | Vencedor        | 2º Lugar        | 3º Lugar      | 4º Lugar           | 5º Lugar           | 6º Lugar           | 7º Lugar      | 8º Lugar  |
| ---- | --------- | --------------- | --------------- | ------------- | ------------------ | ------------------ | ------------------ | ------------- | --------- |
| 2025 | Jecheon   | Taipé Chinesa   | Índia           | Macau         | Japão              | Nova Zelândia      | China              | Hong Kong     |           |
| 2023 | Hebei     | Taipé Chinesa   | Austrália       | Macau         | Japão              | Índia              | Nova Zelândia      | China         |           |
| 2018 | Namwon    | Austrália       | Macau           | Japão         | Índia              | Taipé Chinesa      | Nova Zelândia      | China         |           |
| 2016 | Lishui    | Macau           | Índia           | Taipé Chinesa | Japão              |                    |                    |               |           |
| 2014 | Hainin    | Macau           | Taiwan          | Japão         | Índia              |                    |                    |               |           |
| 2012 | Hefei     | Macau           | Índia           | Taiwan        | Austrália          |                    |                    |               |           |
| 2010 | Kaohsiung | Japão           | Taiwan          | Índia         |                    |                    |                    |               |           |
| 2010 | Dalian    | Macau           | Japão           | Índia         | República da China |                    |                    |               |           |
| 2007 | Calcutá   | Macau           | Japão           | Índia         | Paquistão          | República da China |                    |               |           |
| 2005 | Jeonju    | Macau           | Japão           | Índia         | República da China | Paquistão          | Coreia do Sul      |               |           |
| 2004 | Akitaz    | Macau           | Japão           | Índia         | República da China | China              | Índia              |               |           |
| 2001 | Taitung   | Coreia do Norte | Macau           | Japão         | Índia              | Coreia do Sul      | República da China |               |           |
| 1999 | Xangai    | Japão           | Coreia do Norte | Macau         | Índia              | China              | República da China | Coreia do Sul | Paquistão |
| 1997 | Kangnung  | Macau           | Japão           | Índia         | Paquistão          |                    |                    |               |           |
| 1995 | Nagano    | Japão           | Macau           | China         | Coreia do Sul      | República da China | Índia              | Paquistão     |           |
| 1991 | Pequim    | Macau           | China           | Japão         | Índia              | República da China | Coreia do Sul      | Hong Kong     |           |
| 1989 | China     | Japão           | Macau           | Índia         | Paquistão          |                    |                    |               |           |
| 1987 | Suwon     | Macau           | Índia           | Japão         | República da China | Coreia do Sul      | Hong Kong          |               |           |

### Tabela das Medalhas
| Ordem | País            | Medalha de ouro | Medalha de prata | Medalha de bronze | Total |
| ----- | --------------- | --------------- | ---------------- | ----------------- | ----- |
| 1     | Macau           | 10              | 3                | 4                 | 17    |
| 2     | Japão           | 3               | 5                | 4                 | 12    |
| 3     | Taipé Chinesa   | 2               | 1                | 2                 | 5     |
| 4     | Austrália       | 1               | 1                | 0                 | 2     |
| 5     | Coreia do Norte | 1               | 1                | 0                 | 2     |
| 6     | Índia           | 0               | 4                | 6                 | 10    |
| 7     | China           | 0               | 2                | 1                 | 3     |
| 8     | Coreia do Sul   | 0               | 0                | 0                 | 0     |
| 8     | Paquistão       | 0               | 0                | 0                 | 0     |
| 8     | Hong Kong       | 0               | 0                | 0                 | 0     |
| 8     | Nova Zelândia   | 0               | 0                | 0                 | 0     |

## Resultados Femininos

### Campeonatos
| Ano  | Cidade   | Vencedor        | 2º Lugar        | 3º Lugar | 4º Lugar |
| ---- | -------- | --------------- | --------------- | -------- | -------- |
| 1997 | Kangnung | Japão           | Macau           | Índia    | Taiwan   |
| 1999 | Xangai   | Japão           | Coreia do Norte | Macau    | Índia    |
| 2001 | Taitung  | Coreia do Norte | Macau           | Japão    | Índia    |
| 2004 | Akita    | Japão           | Taiwan          | Índia    | –        |
| 2005 | Jeonju   | Taiwan          | Índia           | Japão    | Macau    |
| 2007 | Calcutá  | Índia           |                 | Macau    |          |
| 2010 | Dalian   | Índia           | Japão           | Taiwan   | Macau    |
| 2012 | Hefei    | Índia           | Taiwan          | Macau    |          |

### Tabela das Medalhas
| Ordem | País   | Medalha de ouro | Medalha de prata | Medalha de bronze | Total |
| ----- | ------ | --------------- | ---------------- | ----------------- | ----- |
| 1     | Japão  | 4               | 1                | 0                 | 5     |
| 2     | Índia  | 2               | 0                | 0                 | 2     |
| 3     | Taiwan | 1               | 0                | 1                 | 2     |
| 4     | Macau  | 0               | 1                | 2                 | 3     |

## Sítios Externos
- Tribuna de Macau
- Notícia sobre a vitória de Macau no 13º Campeonato Asiático de Patinagem em Dalian
- Notícia sobre o 13º Campeonato Asiático de Patinagem e Dalian
- 13th Asian Roller hockey Campionship in Dalian
- FIRS Organizational chart
- CIRH website
- India Federation of Roller Sports
- Hong Kong Federation of Roller Sports
- South Korean Federation of Roller Sports
- Japan Roller Sports Federation
- Hóquei Macau
- Roller Hockey links worldwide
- Mundook-World Roller Hockey
- Hardballhock-World Roller Hockey
- Inforoller World Roller Hockey
- World Roller Hockey Blog
- rink-hockey-news - World Roller Hockey
- SoloHockey World Roller Hockey
- Rink Hockey in the USA
- USARS Hardballhockey Blog